# هارون ميلر
هارون ميلر (بالإنجليزية: Aaron Miller)‏ هو لاعب هوكي الجليد أمريكي، ولد في 11 أغسطس 1971 في بوفالو في الولايات المتحدة.

## وصلات خارجية
- هارون ميلر على موقع دوري الهوكي الوطني (الإنجليزية)
- هارون ميلر على موقع قاعة مشاهير الهوكي (لاعب أن.إتش.أل) (الإنجليزية)
- هارون ميلر على موقع EliteProspects.com (الإنجليزية)
- هارون ميلر على موقع Eurohockey.com (الإنجليزية)
- هارون ميلر على موقع HockeyDB.com (الإنجليزية)
- هارون ميلر على موقع Hockey-Reference.com (الإنجليزية)
- هارون ميلر على موقع اللجنة الأولمبية الدولية (الإنجليزية)
- هارون ميلر على موقع أوليمبيديا (الإنجليزية)